# 源氏物語における写本記号
源氏物語における写本記号（げんじものがたりにおけるしゃほんきごう）では、源氏物語の写本（版本などを含む）を特定するために使用する記号について説明する。

## 概要
源氏物語の校本や伝本（写本・版本）研究においては多くの写本・版本が取り扱われる。そのためこれらの写本・版本を毎回すべて正式名称で表記したりすると極めて煩雑なものとなる。そのため源氏物語の校本や伝本（写本・版本）研究においては一般的に一文字で写本・版本を特定する記号が使用されている。源氏物語における写本記号または写本略号は通常一文字の漢字から構成されている。概ね写本の名称の中（多くは冒頭）から一文字を取り出したものである。これは池田亀鑑が校異源氏物語及び源氏物語大成に繋がる校本作成作業にあたって西洋の正文批判に関する研究成果を取り入れる中で使用されるようになったものであり、校異源氏物語及び源氏物語大成校異編に使用されている写本については同書で使用されている写本記号が他の校本などでもそのまま使用されることが多い。ただし元となる写本の名称とともに学会などで公式に定めたものではないために時として異なる記号が使用されることもある。

## 主要な校本における写本記号

### 『源氏物語大成』における写本記号
源氏物語大成校異編において使用されている写本記号は以下の通りである。これは校異源氏物語で定められたものをそのまま受け継いだものである。校異源氏物語及び源氏物語大成校異編では、全体の冒頭に全体を通した凡例があり、そこで写本の名称と写本記号が列挙されているとともに、各巻の冒頭で改めてその巻で取り上げている写本とその記号を説明している。冒頭にある校異編全体の凡例でも巻ごとの凡例でも青表紙本・河内本・別本に分けて写本が取り上げられており、一つの写本の中で本文系統の異なる巻が含まれているときには全体の凡例ではその写本の多くが属すると考えられる本文系統のところに写本の名称と記号が掲げられ、巻ごとの凡例ではその写本のその巻の本文が属すると考えられる本文系統のところに写本の名称と記号が掲げられている。なお、写本記号「大」のみは同じ巻の青表紙本と河内本（初音のみ別本と河内本）に同時に写本記号「大」で示される「大島本」が存在するが、この二つは別のものであり、青表紙本（初音のみ別本）の欄に掲げられている大島本は現在古代学協会に所蔵されている「大島本」であり、河内本の欄に掲げられている大島本は現在中京大学に所蔵されている「大島河内本」である。
- 青表紙本
  - 定 定家本
  - 大 大島本
  - 横 横山本
  - 前 前田本
  - 榊 榊原家本
  - 池 池田本
  - 肖 肖柏本
  - 三 三条西家本（現日本大学所蔵本））
  - 松 伝藤原為家筆本 （現善本叢書本）
  - 秀 伝冷泉為秀筆本 静嘉堂文庫蔵
  - 長 伝耕雲花山院長親筆本 大島雅太郎蔵
  - 明 伝二条為明筆本 桃園文庫蔵
  - 家 伝藤原家隆筆本 静嘉堂文庫蔵
  - 氏 伝二条為氏筆本 （現日大鎌倉諸本集成本）
  - 耕 耕雲自筆書入本 （現善本叢書本）
  - 冬 伝津守国冬筆本 桃園文庫蔵[注釈 1]
  - 慈 伝慈鎮筆本 静嘉堂文庫蔵
  - 佐 伝二条為明筆本 佐佐木信綱蔵
  - 高 伝二条為藤筆本 高野辰之蔵
  - 鎮 伝慈鎮筆本 桃園文庫蔵（現善本叢書本）
  - 島 伝二条為氏筆本 大島雅太郎蔵（現日大鎌倉諸本集成本）
  - 西 西下経一蔵本
  - 二 伝二条為氏筆本 静嘉堂文庫蔵
  - 勝 勝安房旧蔵本
- 河内本
  - 御 御物本
  - 七 七毫源氏
  - 宮 高松宮家本
  - 尾 尾州家本
  - 平 平瀬本
  - 大 大島本
  - 鳳 鳳来寺本
  - 為 為家本 前田本
  - 為 為家本 静嘉堂文庫蔵
  - 兼 一条兼良奥書本
  - 海 源氏古注 七海兵吉蔵（水原抄）
  - 曼 曼殊院本
  - 冷 伝冷泉為相筆写本 （現日大鎌倉諸本集成本）
  - 富 伝藤原為家筆写本 富田仙助蔵
  - 青 伝藤原為家筆写本 大島雅太郎蔵（青谿書屋）（現日大鎌倉諸本集成本）
  - 谿 伝二条為氏筆写本 大島雅太郎蔵（青谿書屋）（現日大鎌倉諸本集成本）
  - 俊 伝藤原俊成筆写本 宮崎半兵衛蔵（現善本叢書本）
  - 加 伝二条為氏筆本（加持井宮旧蔵） 桃園文庫蔵（現善本叢書本）
  - 前 伝津守國冬・慈覚筆写本 前田本
  - 静 伝藤原為家筆写本 静嘉堂文庫蔵
- 別本
  - 陽 陽明家本
  - 保 保坂本
  - 国 國冬本
  - 麦 麦生本
  - 阿 阿里莫本
  - 飯 飯島本
  - 氏 伝二条為氏筆本 （現日大鎌倉諸本集成本）
  - 相 伝冷泉為相筆本 静嘉堂文庫蔵
  - 坂 伝二条為氏筆本 保阪潤治蔵
  - 讃 伝二条院讃岐筆本 （現善本叢書本）
  - 長 伝冷泉為相筆本 （現善本叢書本）
  - 言 言経本
  - 大 伝西行筆本 大島雅太郎蔵（現善本叢書本）
  - 西 伝西行筆本
  - 桃 筆写未詳 桃園文庫蔵
  - 図 伝二条為定筆本 宮内庁図書寮蔵

### 『源氏物語別本集成』での写本記号
源氏物語別本集成において使用されている写本記号は以下の通りである。源氏物語別本集成では、全体を通しての写本名や写本記号の列挙は行われておらず、各巻ごとにその冒頭でその巻で校合している写本の名称・所蔵者と写本記号を挙げている。源氏物語大成校異編に使用されている写本については概ね同じ写本記号を使用しているが、高松宮家本源氏物語が「宮」から「高」に変更されており、また源氏物語大成では現在日本大学に所蔵されている三条西家本に使用されている「三」を宮内庁書陵部に所蔵されている三条西家本に使用するといったわずかな変更もある。
- 麦 麦生本
- 保 保坂本
- 国 国冬本
- 玉 国冬本（天理図書館蔵）「国冬本2」として採録。玉鬘後半部分に誤って綴じられていた紅梅後半部分
- 阿 阿里莫本
- 御 御物本
- 高 高松宮本
- 三 三条西家本（宮内庁書陵部蔵）
- 東 東大本
- 中 中京大本
- 言 言経本
- 中 中山本
- 相 伝為相筆本（静嘉堂文庫蔵）
- 坂 伝為氏筆本（伝二条為氏筆・天理図書館蔵）
- 讃 伝讃岐筆本（天理図書館蔵）
- 蓬 蓬左文庫本（名古屋市蓬左文庫蔵）
- 善 善本叢書本
- 池 池田本
- 尾 尾州家河内本
- 絵 源氏物語絵巻絵詞

### 『源氏物語別本集成 続』での写本記号
『源氏物語別本集成 続』では写本記号は、原則として『源氏物語別本集成』のものをそのまま受け継いでいるが、前田家蔵言経本を源氏物語大成と同じ「言」から「前」に変更したような例もある。
- 池 池田本
- 肖 肖柏本
- 日 日大三条西本（日本大学蔵）
- 伏 伏見天皇本
- 穂 穂久邇文庫本（穂久邇文庫蔵）
- 天 天理河内本
- 国 国冬本
- 前 前田本
- 善 善本叢書本
- 保 保坂本
- 御 御物本
- 蓬 蓬左文庫本（名古屋市蓬左文庫蔵）
- 中 中山本
- 高 高松宮本
- 静 静嘉堂本（静嘉堂文庫蔵）
- 東 東洋大本（東洋大学図書館蔵）帚木帖のみ・伝阿仏尼等筆本
- 歴 歴博本
- 橋 橋本本
- 甲 甲南女子大本
- 氏 日大鎌倉諸本集成本
- 為 伝為明筆本（天理図書館蔵）
- 鶴 鶴見大学本（鶴見大学蔵）
- ハ ハーバード大学本
- 氏 伝二条為氏筆本（日本大学蔵）
- 相 伝冷泉為相筆本（日本大学蔵）
- 河 河野美術館本（今治市河野美術館蔵）
- 平 平瀬本

### 『河内本源氏物語校異集成』等での写本記号
河内本源氏物語校異集成において使用されている写本記号は以下の通りである。源氏物語大成校異編に使用されている写本については全て同じものになっている。
- 御 各筆源氏 東山文庫蔵
- 七 七毫源氏 東山文庫蔵
- 宮 高松宮家本 国立歴史民俗博物館蔵
- 尾 尾州家本 名古屋市蓬左文庫蔵
- 平 平瀬本 文化庁蔵
- 大 大島本 中京大学図書館蔵
- 鳳 鳳来寺本
- 為 為家本 尊経閣文庫・静嘉堂文庫蔵
- 吉 吉田本
- 兼 一条兼良奥書本 天理図書館・書陵部蔵
- 岩 岩国吉川家本 吉川史料館蔵
- 学 学習院大学本 学習院大学日本語日本文学科研究室蔵 （帚木）
- 中 中山本 国立歴史民俗博物館蔵 （絵合・行幸）
- 中 中山本 （末摘花）
- 家 伝藤原為家筆本 國學院大學図書館蔵 （花宴）
- 玉 玉里文庫本 鹿児島大学付属図書館玉里文庫蔵　（花宴・松風）
- 海 源氏古注（葵）水原抄とされるもの。
- 家 伝藤原為家筆本 彦根城博物館蔵（明石）
- 曼 曼殊院本 曼殊院蔵（蓬生・関屋・薄雲）
- 天 伝藤原為家筆本 天理図書館蔵（蓬生）
- 保 保坂本 東京国立博物館蔵（松風・蛍）
- 冷 伝冷泉為相筆本 日本大学蔵（松風）
- 国 国冬本 天理図書館蔵（松風・若菜下・椎本・総角）
- 蓬 伝越部局筆本 名古屋市蓬左文庫蔵（松風）
- 東 東洋大学図書館蔵本（少女・玉鬘）
- 冷 伝冷泉為相筆本 河野信一記念文化館蔵（玉鬘）
- 飯 飯島春敬氏旧蔵本 書芸文化院蔵（初音）
- 富 伝藤原為家筆本[3]（常夏）
- 天 甘露寺親長筆本 天理図書館蔵（梅枝）
- 青 伝藤原為家筆本（源氏物語大成では「大島雅太郎蔵（青谿書屋）」とされている。現日大鎌倉諸本集成本）（藤裏葉）
- 谿 伝二条為氏筆本（源氏物語大成では「大島雅太郎蔵（青谿書屋）」とされている。現日大鎌倉諸本集成本）（柏木）
- 俊 伝藤原俊成筆本（源氏物語大成では「宮崎半兵衛蔵」とされている。現天理図書館蔵）（鈴虫）
- 加 加治井宮家旧蔵本 天理図書館蔵（夕霧）
- 蓬 蓬左文庫本 名古屋市蓬左文庫（竹河）
- 前 伝津守國冬・慈覚筆本 尊経閣文庫蔵
- 静 伝藤原為家筆本 静嘉堂文庫蔵（浮舟）

『河内本源氏物語校異集成』の著者加藤洋介は、同書と同様の作業を、『源氏物語大成』校異篇の青表紙本校異および別本校異について行っており、それら「定家本源氏物語校異集成（稿）」及び「別本源氏物語校異集成（稿）」において使用されている伝本の略号を示す。
- 定家本源氏物語校異集成（稿）
  - 『源氏物語大成』校異篇 青表紙本校異所収伝本
    - 定 定家自筆本（花散里・柏木・早蕨）
    - 大 大島本（古代学協会蔵）
    - 横 横山本（未確認）
    - 前 前田本（尊経閣文庫蔵、椎本）
    - 榊 榊原家本（国文学研究資料館蔵、『源氏物語 榊原本』（勉誠出版））
    - 池 池田本（天理図書館蔵）
    - 肖 肖柏本（天理図書館蔵）
    - 三 三条西家本（日本大学蔵、『日本大学蔵 源氏物語』（八木書店））
    - 松 伝藤原為家筆本（天理図書館蔵、帚木、『源氏物語諸本集 一』（八木書店））
    - 秀 伝冷泉為秀筆本（静嘉堂文庫蔵、帚木・空蝉）
    - 長 伝花山院長親筆本（未確認、花宴）
    - 為 伝二条為明筆本（天理図書館蔵イ181、花散里、『大成』略号「明」を変更）
    - 家 伝藤原家隆筆本（静嘉堂文庫蔵、澪標）
    - 氏 伝二条為氏筆本（日本大学蔵、松風、『日本大学蔵 源氏物語』（八木書店））
    - 耕 耕雲書入本（天理図書館蔵、薄雲・朝顔、『源氏物語諸本集 一』（八木書店））
    - 冬 伝津守国冬筆本（天理図書館蔵イ173、朝顔）
    - 慈 伝慈鎭筆本（静嘉堂文庫蔵、初音）
    - 佐 伝二条為明筆本（天理図書館蔵イ33、常夏）
    - 高 伝二条為藤筆本（天理図書館蔵イ163、野分）
    - 鎭 伝慈鎭筆本（天理図書館蔵、藤袴、『源氏物語諸本集 二』（八木書店））
    - 島 伝二条為氏筆本（日本大学蔵、鈴虫、『日本大学蔵 源氏物語』（八木書店））
    - 西 西下経一氏旧蔵本（国文学研究資料館蔵、鈴虫）
    - 二 伝二条為氏筆本（静嘉堂文庫蔵、手習）
    - 勝 桃園文庫旧蔵本（夢浮橋、未見）
    - 明 伝明融等筆本（東海大学附属図書館蔵、東海大学蔵桃園文庫影印叢書『源氏物語』（東海大学出版会））
    - 各 各筆源氏（東山御文庫蔵、『大成』略号「御」を変更、『御物 各筆源氏』（貴重本刊行会））
    - 陽 陽明文庫本（陽明叢書『源氏物語』（思文閣出版））
    - 為 伝藤原為家筆本（静嘉堂文庫蔵・尊経閣文庫蔵）
    - 平 平瀬本（文化庁蔵）
    - 国 国冬本（天理図書館蔵）

  - 『源氏物語大成』校異篇 青表紙本校異未収伝本
    - 穂 穂久邇文庫蔵本
    - 吉 伏見天皇本（『源氏物語』古典文庫）
    - 徹 正徹本（宮内庁書陵部蔵、554－14）
    - 証 三条西家本（宮内庁書陵部蔵、原色版青表紙本『源氏物語』（新典社））
    - 正 大正大学蔵本
    - 枝 蓬左文庫蔵本（三条西家本 伝貞敦親王等寄合書、164－4）
    - 保 保坂本
    - 明 伝明融等筆本（実践女子大学蔵）
    - 歴 国立歴史民俗博物館蔵本（帚木）
    - 尼 伝阿仏尼筆本
    - 飯 飯島本
    - 理 天理図書館蔵本
    - 玉 玉里文庫本
    - 紹 紹巴本（蓬左文庫蔵、天正紹巴本）
    - 巴 紹巴本（今治河野記念館蔵 慶長紹巴本）
    - 湖 湖月抄
    - 学 学習院大学蔵本（藤袴）
    - 曼 曼殊院本（橋姫）
    - 蓬 蓬左文庫蔵本（総角）
    - 資 国文学研究資料館蔵本（総角）
    - 相 伝為相筆本（天理図書館蔵、末摘花、『源氏物語諸本集 一』（八木書店））
- 別本源氏物語校異集成（稿）
  - 『源氏物語大成』校異篇 別本校異所収伝本
    - 陽 陽明文庫蔵本（定家本の項参照）
    - 保 保坂本（定家本の項参照）
    - 国 国冬本（定家本の項参照）
    - 麦 麦生本（天理図書館蔵）
    - 阿 阿里莫本（天理図書館蔵）
    - 飯 飯島本（定家本の項参照）
    - 氏 伝二条為氏筆本（日本大学蔵、紅葉賀、『日本大学蔵 源氏物語』（八木書店））
    - 相 伝冷泉為相筆本（静嘉堂文庫蔵、賢木）
    - 坂 伝二条為氏筆本（定家本耕参照、薄雲・朝顔）
    - 讃 伝二条院讃岐筆本（天理図書館蔵、少女、『源氏物語諸本集 一』（八木書店））
    - 長 長谷場純敬氏旧蔵本（天理図書館蔵、真木柱、『源氏物語諸本集 二』（八木書店））
    - 言 山科言経書入本（尊経閣文庫蔵、鈴虫・匂宮、竹河）
    - 大 伝西行筆本（天理図書館蔵、竹河、『源氏物語諸本集 二』（八木書店））
    - 西 伝西行筆本（静嘉堂文庫蔵、竹河）
    - 桃 桃園文庫旧蔵本（未確認、空蝉・梅枝・宿木・浮舟・手習・夢浮橋）
    - 図 宮内庁書陵部蔵本（東屋）
    - 各 各筆源氏（定家本の項参照）
    - 大 大島本（初音、定家本の項参照）
    - 高 高松宮旧蔵本（国立歴史民俗博物館蔵、橋姫・宿木・東屋・浮舟・蜻蛉・手習・夢浮橋、『大成』略号「宮」を変更）
    - 平 平瀬本（定家本の項参照）
    - 池 池田本（定家本の項参照）

  - 『源氏物語大成』校異篇 別本校異未収伝本
    - 穂 穂久邇文庫蔵本（定家本の項参照）
    - 玉 玉里文庫本（定家本の項参照）
    - 頼 伝源三位頼政筆本（天理図書館蔵、柏木、『源氏物語諸本集 二』（八木書店））
    - 哈 ハーバード大学蔵本（『ハーバード大学美術館蔵『源氏物語』「須磨」』、『ハーバード大学美術館蔵『源氏物語』「蜻蛉」』（新典社））
    - 角 角屋保存会蔵本（末摘花、『角屋研究』第18号、2009年2月）
    - 歴 国立歴史民俗博物館蔵本（手習、国立歴史民俗博物館蔵『貴重典籍叢書』（臨川書店））
    - 中 中山家旧蔵本（若紫・幻、国立歴史民俗博物館蔵『貴重典籍叢書』（臨川書店））
    - 鶴 鶴見大学蔵本（花散里・澪標）

### 『日本古典文学大系源氏物語』での写本記号
山岸徳平による日本古典文学大系の源氏物語において使用されている写本記号は以下の通りである。同書では宮内庁書陵部所蔵の三条西家本を底本にしており、以下のような諸本で校合を行っている。
- 穂 穂久邇文庫本（穂久邇文庫蔵）
- 湖 湖月抄
- 吉 吉田本（伏見天皇本）
- 東 東山文庫本
- 不 不忍文庫本（屋代弘賢校訂本）
- 蓬 蓬左文庫本（名古屋市蓬左文庫蔵・三条西公条等筆）
- 山 山岸本（三条西公条本）
- 青 青蓮院門跡本（元和・寛永中校訂本）
- 兼 兼好法師校訂本

### 『日本古典文学全集源氏物語』での写本記号
『日本古典文学全集 源氏物語』及び『新編日本古典文学全集 源氏物語』では、「源氏物語大成で使用されている写本記号はそのまま使用する。」として改めて掲載することはせず、その上で源氏物語大成に取り上げられていない写本について取り上げ以下のように説明を加えている。
- 明 明融本 桃園文庫旧蔵伝明融筆写臨模本九帖
- 明 明融本 山岸徳平所蔵伝明融等筆写本四十四帖
- 証 青表紙証本 宮内庁書陵部蔵三条西実隆奥書本五十四帖
- 穂 穂久邇本 穂久邇文庫所蔵元応二年奥書本五十四帖
- 幽 幽齋本 永青文庫所蔵細川幽斎筆写本五十四帖
- 柏 後柏原院本 陽明文庫所蔵伝後柏原院等等筆写本五十二帖
- 吉 吉田本 吉田幸一所蔵本五十四帖
- 定 天理図書館所蔵伝藤原定家筆写本一帖（野分）
- 天 天理図書館所蔵伝二条為氏筆写本一帖（東屋）
- 信 河野信一記念文化館所蔵本二帖
- 玉 鹿児島大学図書館所蔵玉里文庫本一帖 （須磨）
- 曼 曼殊院所蔵伝伏見院筆写本一帖（橋姫）
- 蓬 蓬左文庫所蔵伝源三位頼政筆写本一帖（総角）
- 園 桃園文庫旧蔵伝二条為氏筆写本一帖（宿木）
- 田 田中重太郎所蔵断簡（手習）

## その他の写本記号
上記のような校本への採用はない写本についても本文研究の論文などにおいて考察の対象とされることがあり、それにともなって写本記号が定められることがある。これに該当する写本記号として以下のようなものがある。
- 京 京大中院本（京都大学蔵）
- 正 大正大学本
- 徹 国文研正徹本（国文学研究資料館蔵）
- 京 京女大正徹本（京都女子大学蔵）
- 仏 伝阿仏尼筆本（室伏筆写資料）
- 麗 従一位麗子本（渡辺本）

## 版本の記号
版本についてもその本文を比較する際には写本と同様に記号が使用されることがある。整版本は同じ版木を使う限り同じ物が印刷されるのに対して古活字版は印刷の度に毎回人の手で活字を組み直す関係で印刷の結果（本文）が少しずつ異なることになるために厳密に比較するためには刊記や所蔵場所によって区別する必要がある。
- 十 慶長初年刊十行本（実践女子大学蔵本）
- 嵯 伝嵯峨本（大東急記念文庫蔵本）
- 元 元和九年刊本（元和本）（天理図書館蔵本）
- 寛 寛永中刊本（第一類）（大東急記念文庫蔵本）
- 九 九州大学本（九州大学蔵）
- 無 無刊記本（素源氏）
- 万 萬水一露
- 承 承応版『絵入源氏物語』
- 首 首書源氏物語
- 湖 湖月抄

なお、絵入源氏物語については「絵」や「入」が使用されることもある。